# Elsworth
Elsworth est un village et une paroisse civile du Cambridgeshire, en Angleterre. Il est situé à une quinzaine de kilomètres à l'ouest de la ville de Cambridge. Administrativement, il relève du district du South Cambridgeshire. Au recensement de 2011, il comptait 726 habitants.